# Grand Prix Francji 1932
Grand Prix Francji 1932 (oryg. XVIII Grand Prix de l'Automobile Club de France) – jeden z wyścigów Grand Prix rozegranych w 1932 roku oraz druga runda Mistrzostw Europy AIACR.

## Lista startowa
Na niebieskim tle kierowcy, którzy nie byli zgłoszeni (lub byli kierowcami rezerwowymi), lecz współdzielili samochód w czasie wyścigu
| Nr | Kierowca                | Zespół                 | Samochód             | Silnik             |   |
| -- | ----------------------- | ---------------------- | -------------------- | ------------------ | - |
| 2  | Jean Gaupillat          | prywatny               | Bugatti T51          | Bugatti 2.3 S-8    | ? |
| 4  | Philippe Étancelin      | prywatny               | Alfa Romeo Monza     | Alfa Romeo 2.3 S-8 | ? |
| 6  | Max Fourny              | prywatny               | Bugatti T51          | Bugatti 2.3 S-8    | ? |
| 8  | Achille Varzi           | Automobiles E. Bugatti | Bugatti T54          | Bugatti 5.0 S-8    | ? |
| 12 | Tazio Nuvolari          | SA Alfa Romeo          | Alfa Romeo Tipo B/P3 | Alfa Romeo 2.6 S-8 | ? |
| 16 | Jean-Pierre Wimille     | prywatny               | Alfa Romeo Monza     | Alfa Romeo 2.3 S-8 | ? |
| 18 | Rudolf Caracciola       | SA Alfa Romeo          | Alfa Romeo Tipo B/P3 | Alfa Romeo 2.6 S-8 | ? |
| 24 | Goffredo Zehender       | prywatny               | Alfa Romeo Monza     | Alfa Romeo 2.3 S-8 | ? |
| 26 | Jean Pesato             | prywatny               | Alfa Romeo Monza     | Alfa Romeo 2.3 S-8 | ? |
| 28 | Earl Howe               | Earl Howe              | Bugatti T54          | Bugatti 5.0 S-8    | ? |
| 28 | Hugh Hamilton           | Earl Howe              | Bugatti T54          | Bugatti 5.0 S-8    | ? |
| 30 | Baconin Borzacchini     | SA Alfa Romeo          | Alfa Romeo Tipo B/P3 | Alfa Romeo 2.6 S-8 | ? |
| 32 | Louis Chiron            | Automobiles E. Bugatti | Bugatti T51          | Bugatti 2.3 S-8    | ? |
| 36 | Marcel Lehoux           | prywatny               | Bugatti T54          | Bugatti 5.0 S-8    | ? |
| 38 | Albert Divo             | Automobiles E. Bugatti | Bugatti T54          | Bugatti 5.0 S-8    | ? |
| 42 | William Grover-Williams | prywatny               | Bugatti T51          | Bugatti 2.3 S-8    | ? |
| 44 | René Dreyfus            | prywatny               | Bugatti T51          | Bugatti 2.3 S-8    | ? |
| 46 | Pierre Félix            | prywatny               | Alfa Romeo Monza     | Alfa Romeo 2.3 S-8 | ? |
| 46 | Armand Girod            | prywatny               | Alfa Romeo Monza     | Alfa Romeo 2.3 S-8 | ? |
| Nr | Kierowca                | Zespół                 | Samochód             | Silnik             |   |

## Wyniki

### Wyścig

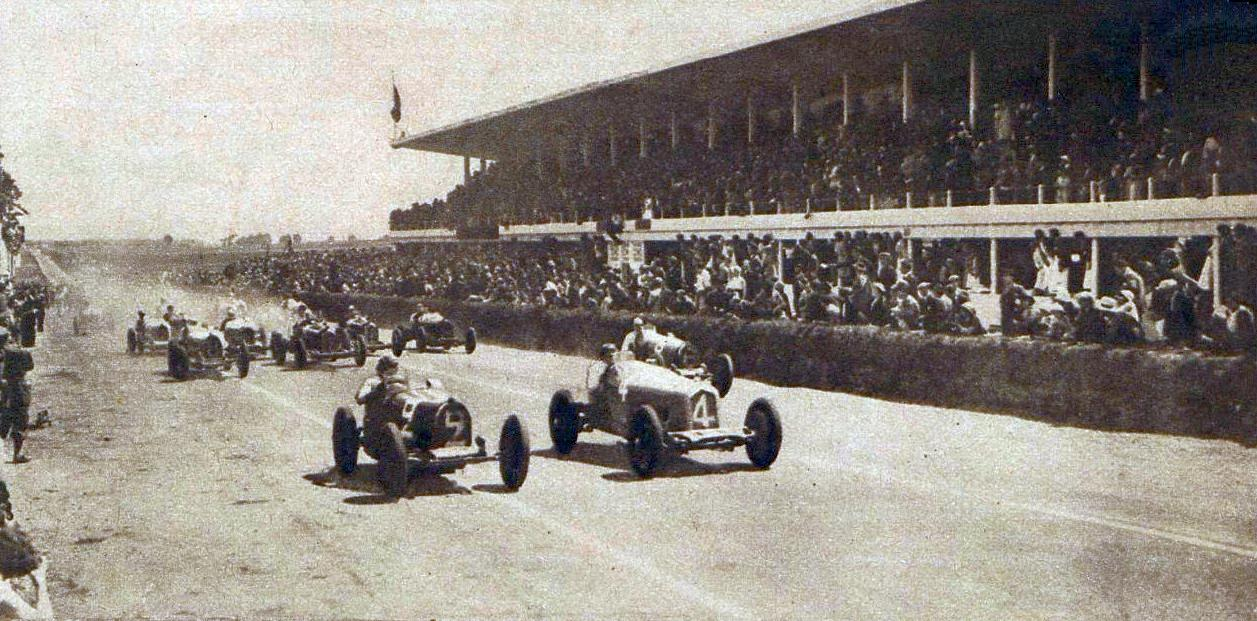
Start wyścigu

Źródło: kolumbus.fi
| P                                                     | + / – | Nr | Kierowca                  | Konstruktor | Okr. | Czas / Strata   | Komentarz              |
| ----------------------------------------------------- | ----- | -- | ------------------------- | ----------- | ---- | --------------- | ---------------------- |
| 1                                                     | 4     | 12 | Tazio Nuvolari            | Alfa Romeo  | 92   | 742,843km       |                        |
| 2                                                     | 15    | 30 | Baconin Borzacchini       | Alfa Romeo  | 92   | -0,400km        |                        |
| 3                                                     | 4     | 18 | Rudolf Caracciola         | Alfa Romeo  | 92   | -1,257km        |                        |
| 4                                                     | 7     | 32 | Louis Chiron              | Bugatti     | 91   | +1 okr          |                        |
| 5                                                     | 10    | 44 | René Dreyfus              | Bugatti     | 90   | +2 okr          |                        |
| 6                                                     | 8     | 42 | William Grover-Williams   | Bugatti     | 90   | +2 okr          |                        |
| 7                                                     | 1     | 24 | Goffredo Zehender         | Alfa Romeo  | 84   | +8 okr          |                        |
| 8                                                     | 8     | 46 | Pierre Félix Armand Girod | Alfa Romeo  | 82   | +10 okr         | Samochód współdzielony |
| 9                                                     | 1     | 28 | Earl Howe Hugh Hamilton   | Bugatti     | 77   | +15 okr         | Samochód współdzielony |
| Niesklasyfikowani                                     |       |    |                           |             |      |                 |                        |
|                                                       |       | 4  | Philippe Étancelin        | Alfa Romeo  | 70   | Skrzynia biegów |                        |
|                                                       |       | 6  | Max Fourny                | Bugatti     | 62   |                 |                        |
|                                                       |       | 16 | Jean-Pierre Wimille       | Alfa Romeo  | 54   | Brak paliwa     |                        |
|                                                       |       | 38 | Albert Divo               | Bugatti     | 52   | Zbiornik        |                        |
|                                                       |       | 36 | Marcel Lehoux             | Bugatti     | 37   | Skrzynia biegów |                        |
|                                                       |       | 2  | Jean Gaupillat            | Bugatti     | 20   |                 |                        |
|                                                       |       | 8  | Achille Varzi             | Bugatti     | 12   | Skrzynia biegów |                        |
| Nie wystartowali / niedopuszczeni do ponownego startu |       |    |                           |             |      |                 |                        |
|                                                       |       | 26 | Jean Pesato               | Alfa Romeo  |      |                 |                        |
| P                                                     | + / – | Nr | Kierowca                  | Konstruktor | Okr. | Czas / Strata   | Komentarz              |

### Najszybsze okrążenie
Źródło: teamdan.com
| Nr | Kierowca       | Konstruktor | Czas   | Okr. |
| -- | -------------- | ----------- | ------ | ---- |
| 12 | Tazio Nuvolari | Alfa Romeo  | 3:00,0 |      |